# Camaridium vagans
Camaridium vagans är en orkidéart som beskrevs av Rudolf Schlechter. Camaridium vagans ingår i släktet Camaridium och familjen orkidéer.
Artens utbredningsområde är Bolivia. Inga underarter finns listade i Catalogue of Life.